# Jean-Baptiste Grenouille
Jean Baptiste Grenouille (París, Francia, 1738-París, 1767) es el protagonista de la novela El perfume, del escritor alemán Patrick Süskind. Es uno de los asesinos dementes mejor descritos en la literatura, un hombre sin escrúpulos, capaz de hacer cualquier cosa para conseguir sus objetivos.
Esta figura  con características genéticas es un hombre que no tiene olor corporal. Aunque es un defecto que en un principio no se presta atención, supedita su vida tiene consecuencias finales. Por otro lado, el resto de los niños y adultos consideran algo raro en él, por lo que no entiende, por lo que no es consciente de este defecto. Lo que sí sabe es que tiene un olfato alucinante para captar la información más compleja de la temporada, ve que para oler bien no tiene que hacer exactamente eso: higiene corporativa, caligrafía, enfermedades animales, enfermedades…
Pero no es solo en estos dos detalles que Grenouille se diferencia de sus compañeros, su trabajo como curtidor también le provoca lesiones y heridas que deforman su cuerpo hasta convertirlo en un monstruo. Esto ayuda a aislarlo cada vez más del mundo y genera una falta de afecto, compasión o simples relaciones humanas en su vida, convirtiéndolo en un personaje frío, manipulador y alienándolo de los mismos sentimientos que nunca recibió.
Grenouille basa su vida en los olores, en busca del perfume perfecto que le gane el cariño y la admiración de los demás. Para ello, se esfuerza por descubrir todos los secretos de las esencias hasta convertirse en el mejor perfumista de todos los tiempos. Y finalmente encuentra este perfume, un aroma que domina a quien lo huele, manipulando su voluntad y subyugándolo a sus deseos. El único problema es que faltan los fluidos corporales de las jóvenes vírgenes para la producción. Bueno, Grenouille no tiene problema en matar a cualquiera que lo necesite para conseguirlo. 